# Arne Juhl Jacobsen
Arne Juhl Jacobsen (født 23. juli 1921 i Kolding) er en dansk billedhugger. Juhl Jacobsen blev uddannet hos Hans Hansens Sølvsmedie i Kolding ca. 1940- 44. 
Arne Juhl Jacobsen har arbejdet med abstrakt skulptur siden 1945. Jernet var hans foretrukne materiale. Juhl Jacobsen var i 1947 medstifter af Spiralen og i 1970 af Den Nordiske.

## Ekstern henvisning
- Arne Juhl Jacobsen på Kunstindeks Danmark/Weilbachs Kunstnerleksikon